# Morane-Saulnier N
Morane-Saulnier N, також Morane-Saulnier Type N — французький одномісний, одномоторний аероплан часів Першої світової війни.
Три літаки цього типу були на озброєнні в армії УНР.

## Льотні дані
Основні характеристики
- Екіпаж: 1
- Довжина: 5.83 м (19 фт 1½ дм)
- Розмах крила: 8.15 м (26 фт 8⅝ дм)
- Маса порожнього: 288 кг (633 lb)
- Злітна маса: 444 кг (976 lb)
- Двигун: 1 × Le Rhone 9C, 60 кВт (80 кс)

Льотні характеристики
- Максимальна швидкість: 144 км/год (90 миль/год)